# Бугазская коса
Бугазская коса — полоса суши длиной около 12 километров и шириной 250—300 метров, протянувшаяся между Бугазским лиманом и Чёрным морем, находится на территории ландшафтного заказника «Благовещенская коса», созданного в 1995 году.
Побережье косы состоит из кварцевого песка, гальки, мелкого ракушечника, и подходит для отдыха, занятий кайтсерфингом и виндсёрфингом.
Коса соединяет две станицы: Благовещенскую, которая входит в состав городского округа Анапа, и Веселовку на Таманском полуострове.

## Кайтсёрфинг

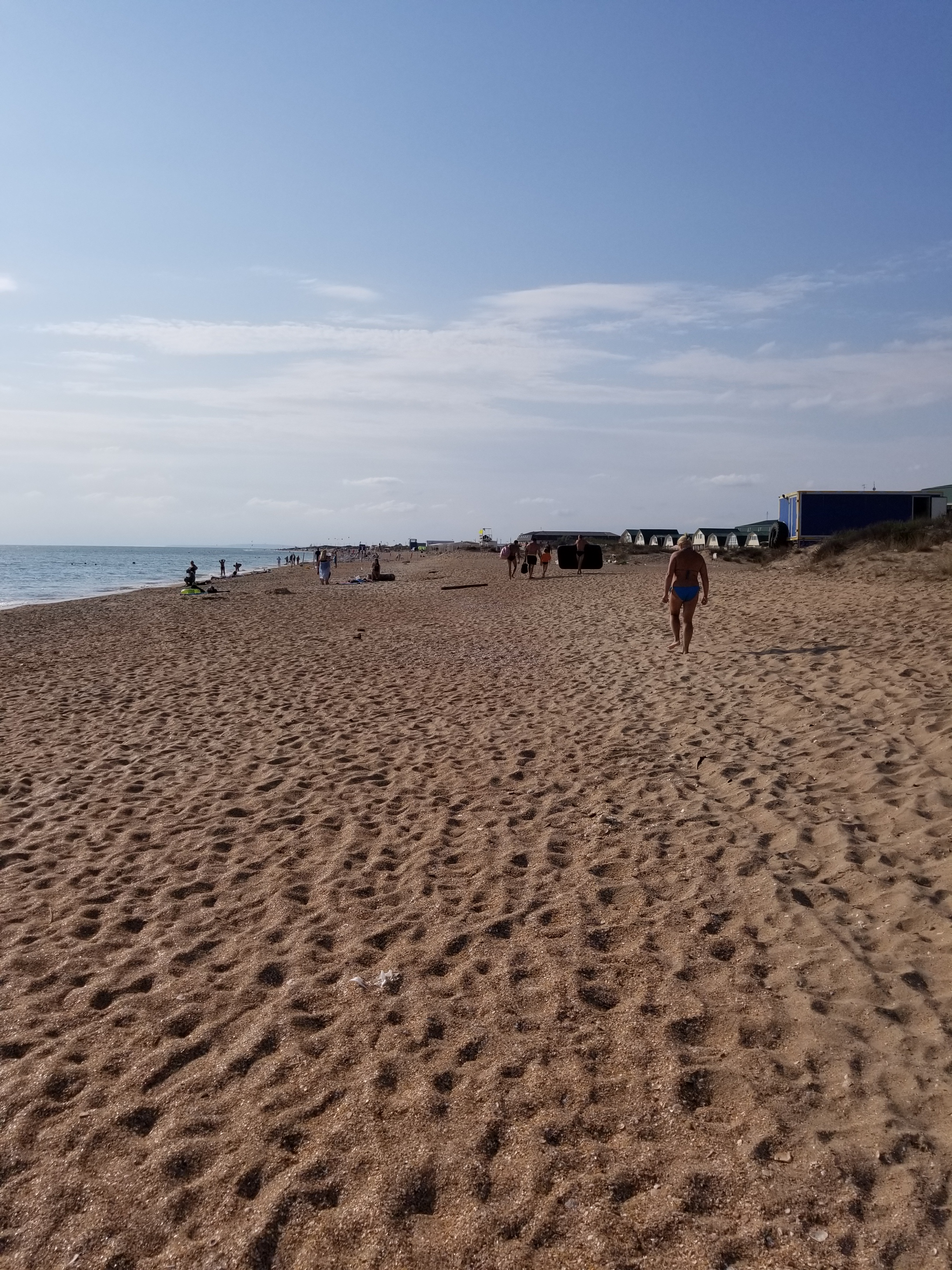
Пляж на побережье Бугазской косы. Вид от начала косы со стороны станицы Благовещенская в сторону посёлка Веселовка

Кайт-школы работают на побережье 5 месяцев в году.
В конце августа на Бугазской косе проводится ежегодный фестиваль кайтсёрфинга «BeeKiteCamp» при поддержке Министерства спорта России и Всероссийской федерации парусного спорта. В его рамках проходят соревнования среди любителей, начинающих спортсменов, и среди профессионалов (соревнования «Rail Masters»). В соревнованиях принимают участие спортсмены из таких стран, как Польша, Канада, Великобритания, Германия.